# أغربينوس (بابا الإسكندرية)
أغريبينوس الأول بطريرك الإسكندرية بابا الكنيسة القبطية الأرثوذكسية العاشر. دام عهده بين عامي 166 و178 م، خلفًا للبابا كلاديانوس الأول. وُلد في الإسكندرية وعاصر إمبراطورين من أباطرة الروم، هما: ماركوس أوريليوس ولوسيوس أورليوس فيروس. تحتفل الكنيسة القبطية بنياحته يوم 5 أمشير.